# Novoiehorivka, Svatove
Novoiehorivka (în ucraineană Новоєгорівка) este un sat în comuna Raihorodka din raionul Svatove, regiunea Luhansk, Ucraina.

## Demografie
Componența lingvistică a localității Novoiehorivka
     Ucraineană (94,44%)
     Rusă (5,56%)
Conform recensământului din 2001, majoritatea populației localității Novoiehorivka era vorbitoare de ucraineană (94,44%), existând în minoritate și vorbitori de rusă (5,56%).